# Ліскулька (рід)
Ліскулька (Muscardinus) — рід гризунів з родини вовчкових (Gliridae). Єдиний вид роду, що вижив це ліскулька (M. avellanarius), що живе на більшій частині Європи та в західній частині Азії. Найдавніші скам'янілості цієї групи датуються середнім міоценом, належать до виду M. sansaniensis і були знайдені в палеонтологічному місці Ло Фурнас (Північна Каталонія).

## Види
- M. austriacus †
- M. avellanarius
- M. crusafonti †
- M. cyclopeus †
- M. dacicus †
- M. davidi †
- M. heintzi †
- M. helleri †
- M. hispanicus †
- M. pliocaenicus †
- M. sansaniensis †
- M. thaleri †
- M. vallesiensis †
- M. vireti †